# Улица Татари (Таллин)
У́лица Та́тари (эст. Tatari tänav — Татарская улица) — улица в Таллине, столице Эстонии.

## География
Пролегает в микрорайонах Татари и Веэренни городского района Кесклинн. Начинается у площади Свободы, рядом с перекрёстком бульвара Эстония и Пярнуского шоссе, затем пересекается с улицей Сакала, бульваром Рявала, улицами Аллика, Лятте, Лийвалайа, ответвляется на улицу Уус-Татари, пересекается с улицами Рави, Веэренни и вливается в Пярнуское шоссе
Протяжённость — 1,146 км.

## История

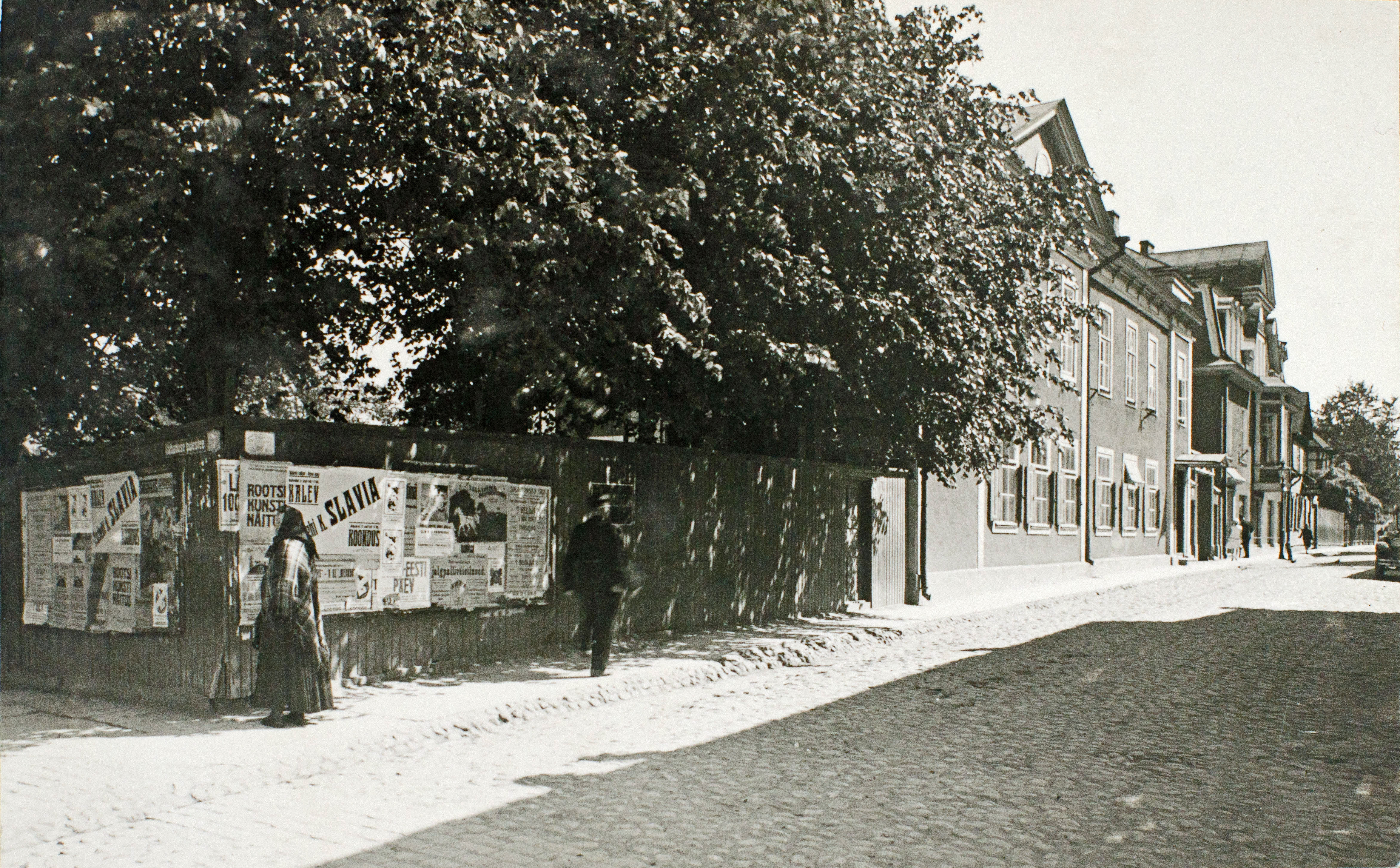
Начало улица Татари, 1926 год

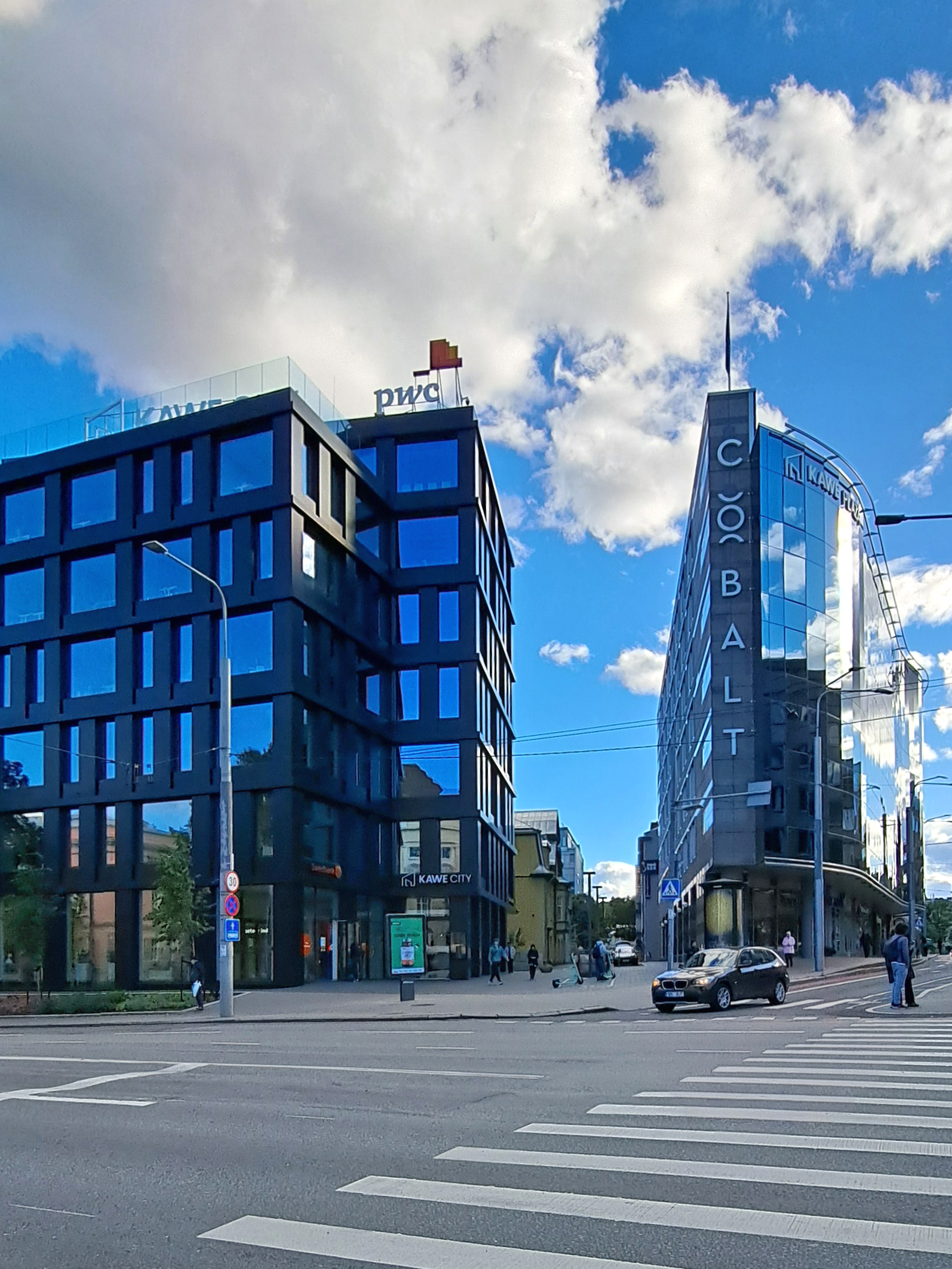
Между двумя чёрными зданиями — начало улицы Татари, 2024 год

Улица прошла по территории татарской слободы города, возникшей здесь, на выкупленном в казну пустыре после вхождения города в состав Российской империи (1710), и в XVIII веке называлась нем. Tatarskoi-Slobod-Straße (улица Татарской слободы). В конце XIX века называлась улицей Якоби (нем. Jacobi-Straße), по имени инженера Карла Якоби, чья усадьба располагалась на месте современного дома номер 1.
В конце XIX — начале XX века носила название Татарская улица (нем. Tatarenstraße, эст. Tatarski tänav). Современное название улицы официально утверждено 17 января 1923 года.
Археологические раскопки 1997 года в районе домов 2 и 15 по Пярнускому шоссе подтвердили существование здесь в первой половине XVI века дороги.
Улица реконструируется, сносится ветхая застройка, возводятся новые здания (бизнес-центр «Red Legal» и др.), сооружается новая транспортная развязка, которая свяжет бульвар Рявала и Пярнуское шоссе.
На улице работает ресторан татарской кухни, открытый семьёй татар.
В 2000 году предложение тогдашнего заместителя мэра Таллина Ивара Виркуса официально сделать улицу Татари улицей красных фонарей Таллина вызвала решительные протесты местных жителей.
Общественный транспорт по улице не курсирует.

## Застройка и достопримечательности
- Дом 1 — бывший дом Ханса Виннала, (1921, архитектор Эрнст Кюнерт);
- дом 7 — здание в стиле хайматкунст (1912, архитектор Эрнст Буштедт[эст.]);
- дом 12 — Театр Старого Баскина;

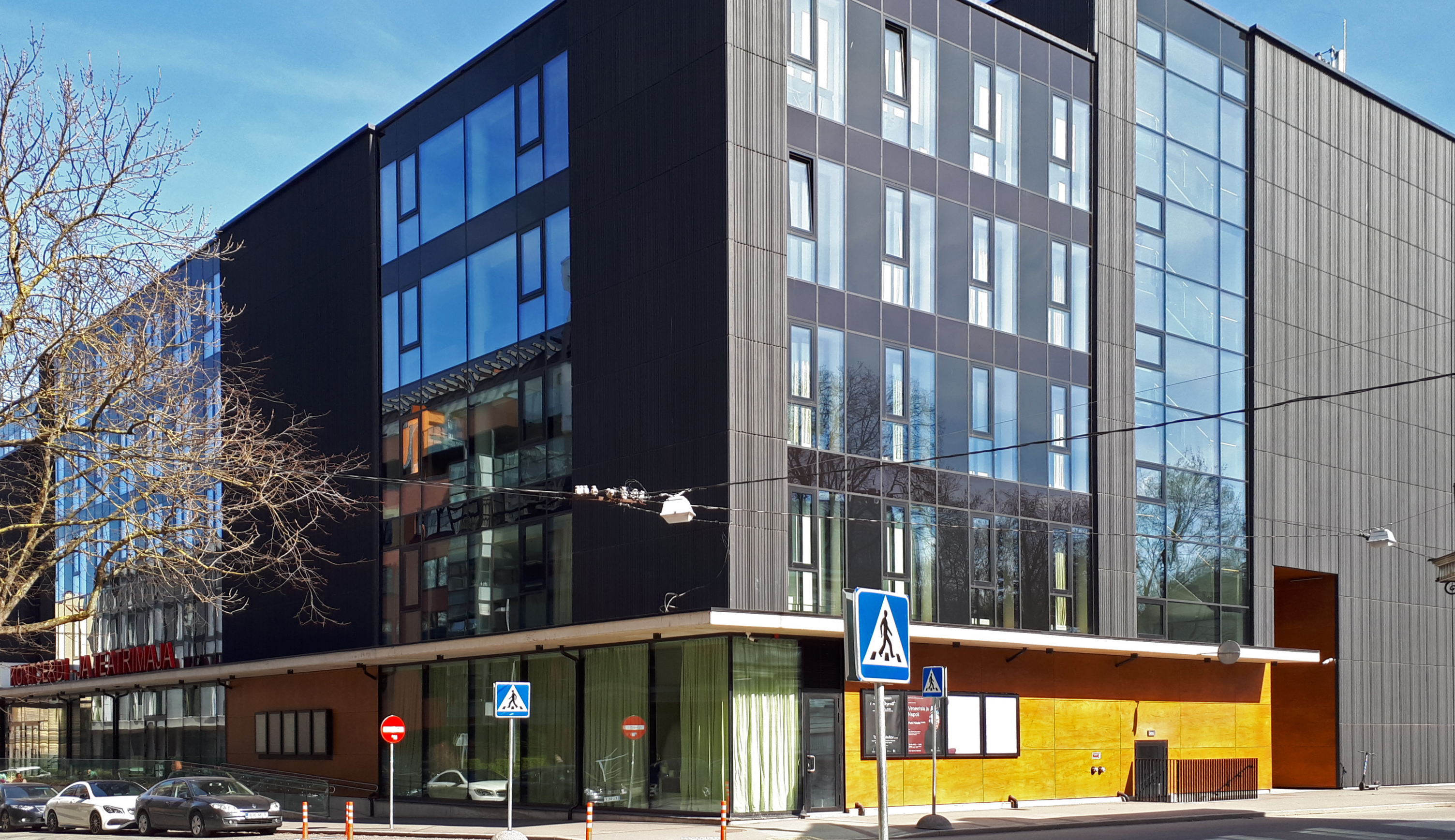
Улица Татари 13

- дом 13 — Таллинский концертно-театральный дом, построен в 2019 году[7];
- дом 20 — построен в 1899 году, памятник архитектуры, образец доходного дома конца XIX века для зажиточных горожан. В доме сохранился роскошный исторический интерьер[8];
- дом 21A — памятник архитектуры, образец элитного жилого дома с богатым декором в микрорайоне Татари. Построен в 1910 году по проекту В. Трейманна. Изначально в доме было четыре представительные квартиры, каждая с выходом на чёрную лестницу. В своё время в доме размещались: Палата учителей, Эстонская ассоциация учителей профессиональных школ, Эстонская ассоциация учителей средних школ и Эстонская ассоциация учащихся профессиональных школ. До 1940 года дом принадлежал Марии Пинковской;
- дом 21В — внесён в Государственный регистр памятников культуры Эстонии, считается классическим образцом таллинской архитектуры в стиле модерн. Построен в 1912 году по проекту архитектора Карла Бурмана-старшего[9];
- дом 26 — образец двухэтажного деревянного дома с примечательной архитектурой, построен в 1902 году по проекту, подписанному архитектором Константином Вилькеном  (Konstantin Wilcken). Принадлежал Густаву Сисполю (Gustav Sispol), который завещал его приходу таллинской церкви Каарли. Внесён в Государственный регистр памятников культуры Эстонии как памятник архитектуры[10];

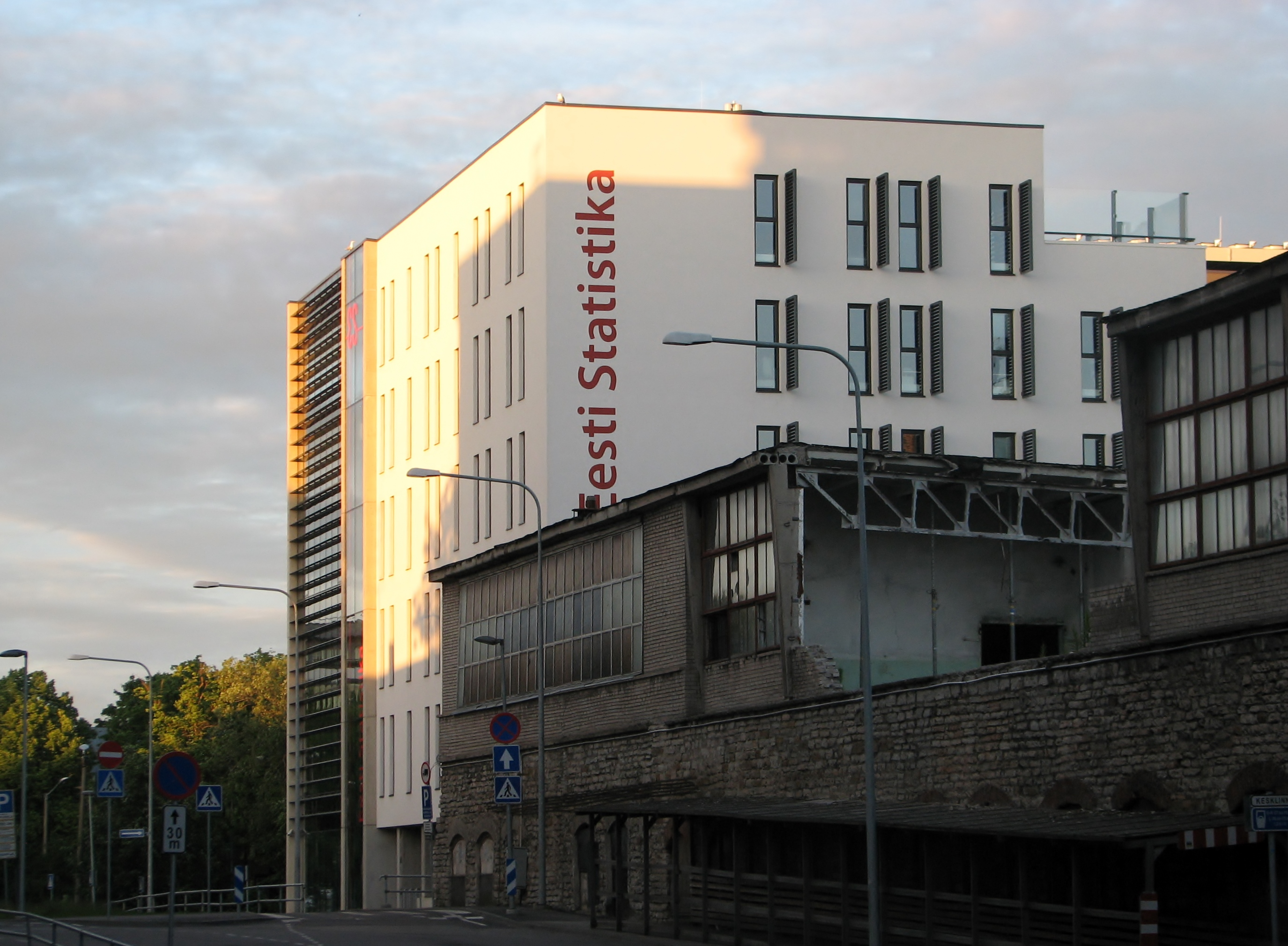
Улица Татари 51

- дом 28 — памятник архитектуры, жилой дом с большими квартирами, ориентированный на состоятельный средний класс. Здание, построенное в несколько этапов, является одним из самых уникальных каменных домов в бывшем пригороде Таллинн. Его основная часть построена в 1891 году, в 1923 году и главное здание, и дворовое здание были капитально перестроены по проекту инженера Ф. Петерсона. Вероятно, в то же время между двумя строениями был разбит уникальный сад на крыше[11];
- дом 32 — типичный для микрорайона Татари двухэтажный деревянный дом с большими представительскими квартирами, памятник архитектуры. Построен по проекту К. Вилькена в 1889 году. До 1940 года принадлежал Латвийской Республике, и в нём располагались посольские апартаменты[12];
- дом 34 — памятник архитектуры, образец хорошо сохранившегося дома в стиле позднего историзма, типичный для центра микрорайона Татари жилой дом с большими квартирами. Построен в 1905 году по проекту архитектора Отта Шотта (Otto Schott) на месте более раннего деревянного дома. До 1940 года здание принадлежало Латвийской Республике[13];
- дом 51 — Департамент статистики Эстонии, здание построено в 2013 году.

## Известные жители
Дом 21 — Якоб Мяндметс (1871—1930), эстонский писатель и журналист. Жил в доме в 1913—1928 годах, в память об этом на здании установлена мемориальная доска.

Улица Татари, памятники архитектуры
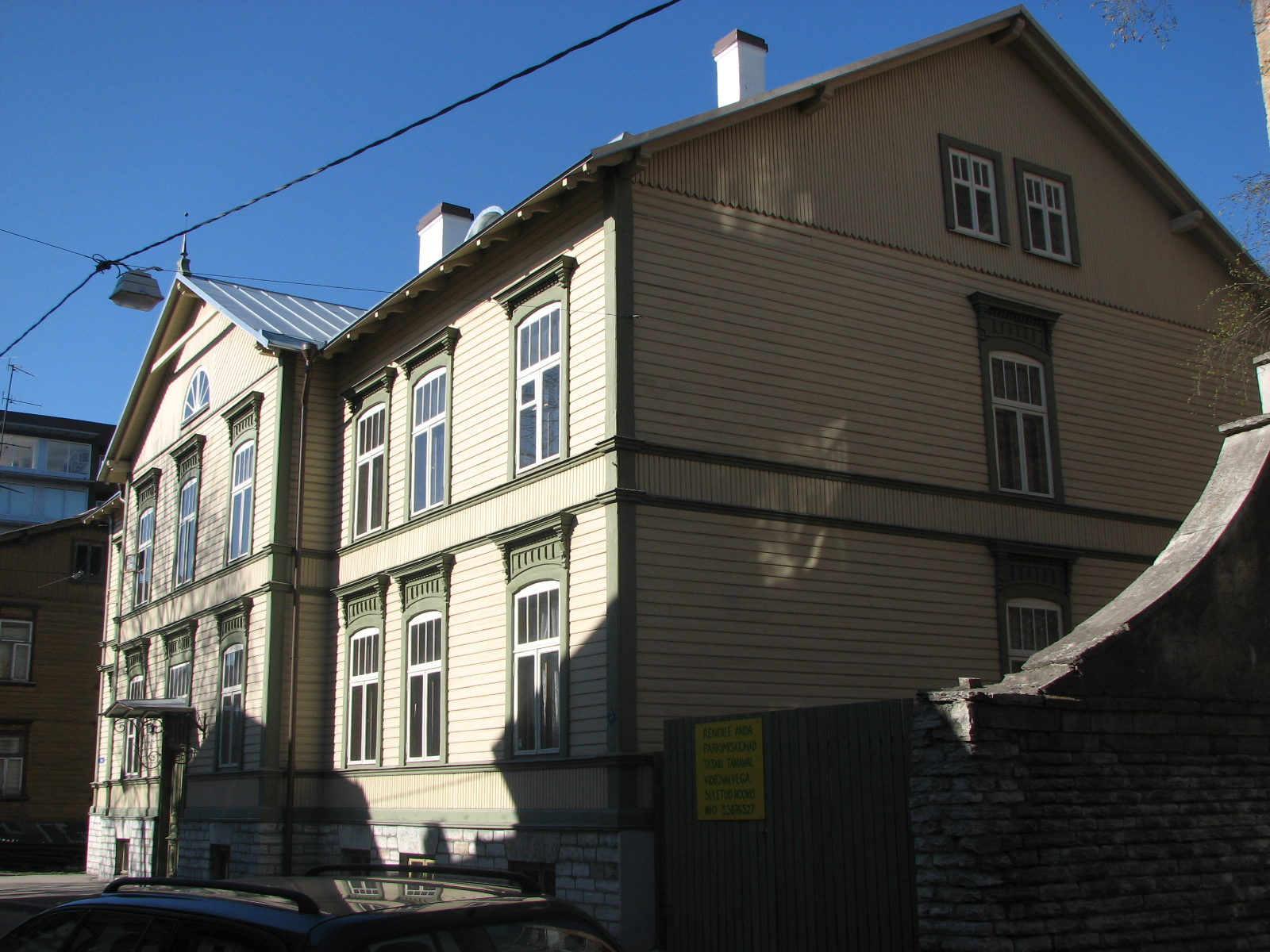
Дом 20 в 2011 году
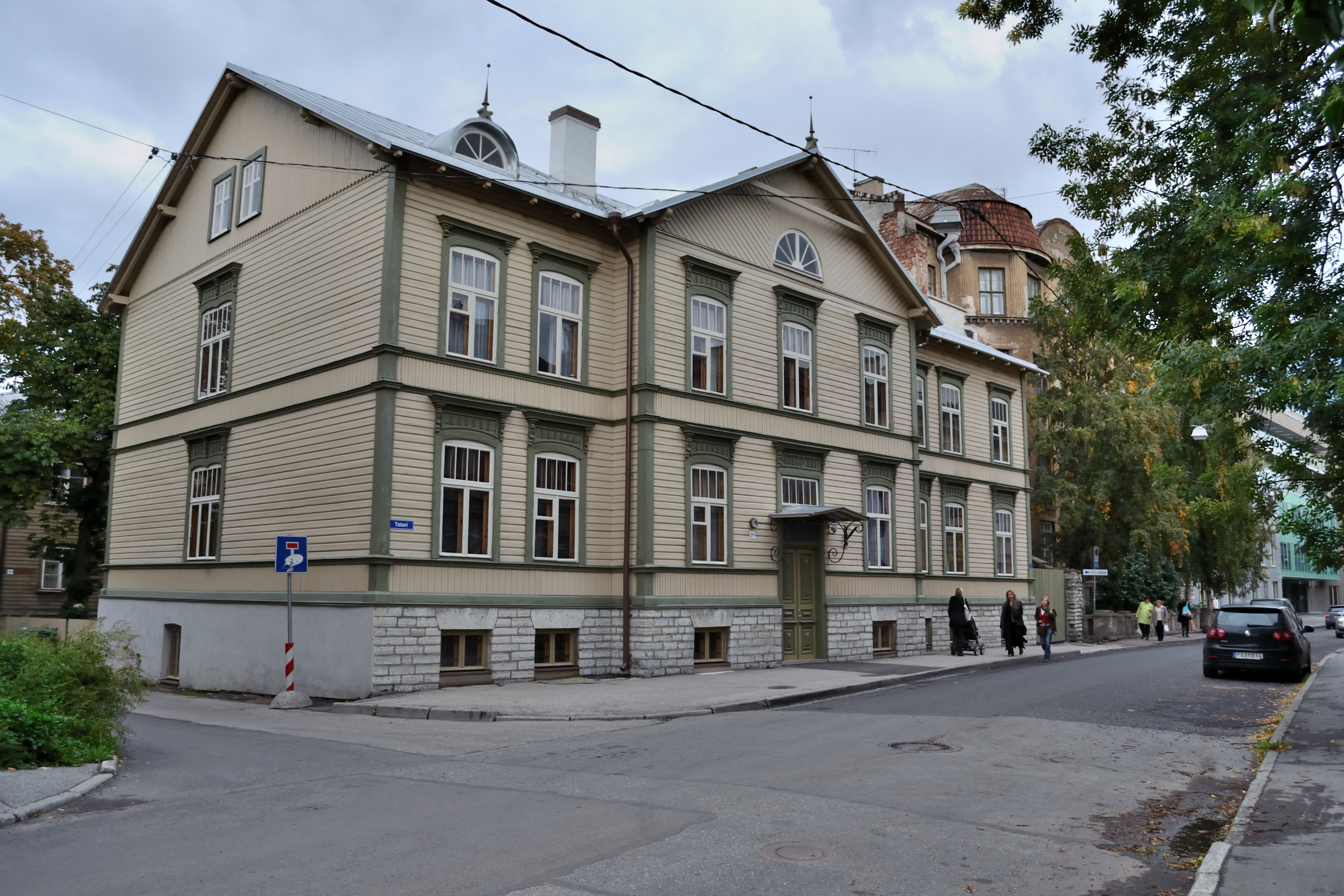
Дом 21А в 2011 году
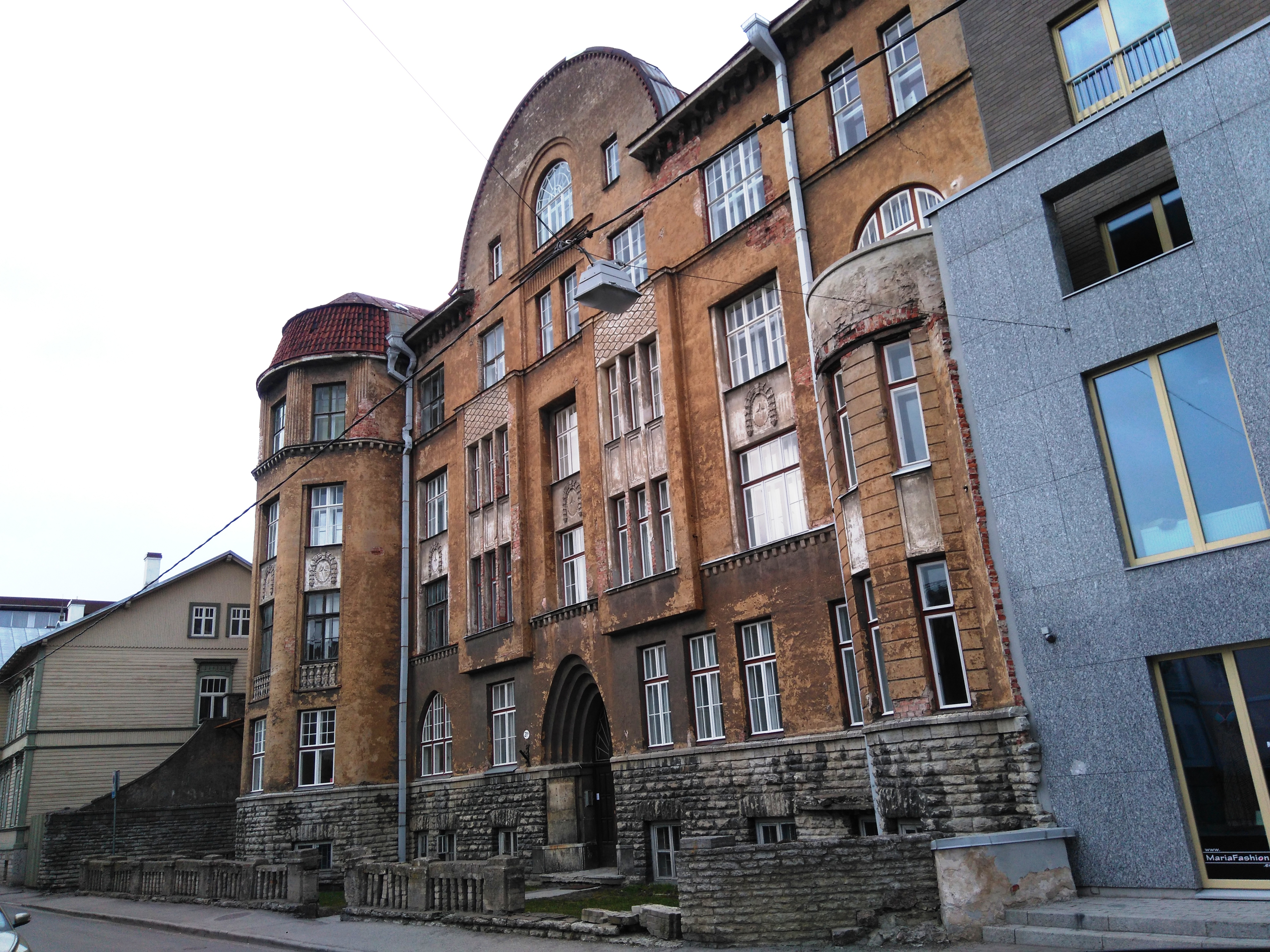
Дом 21В в 2017 году
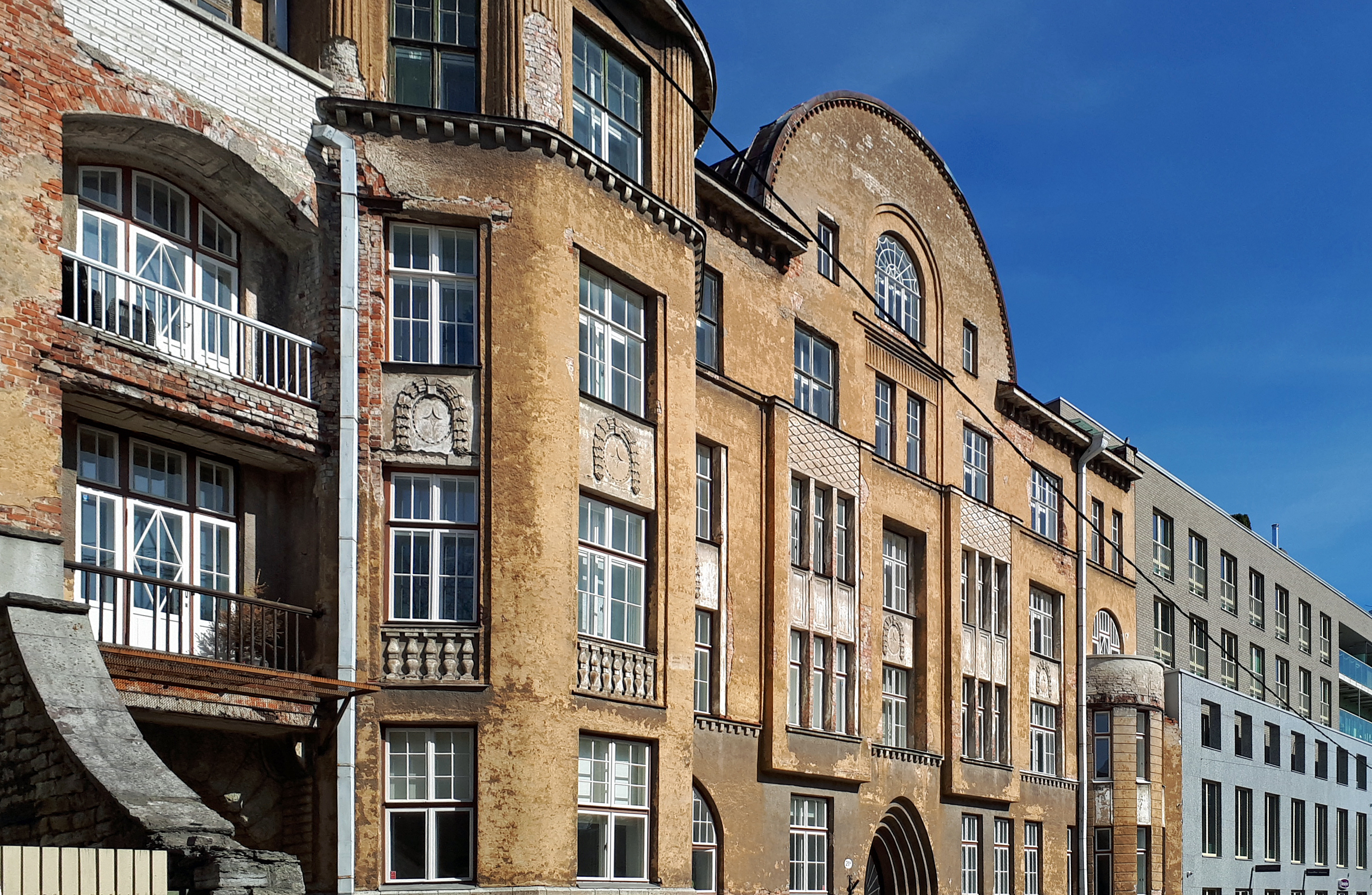
Дом 21В в 2022 году
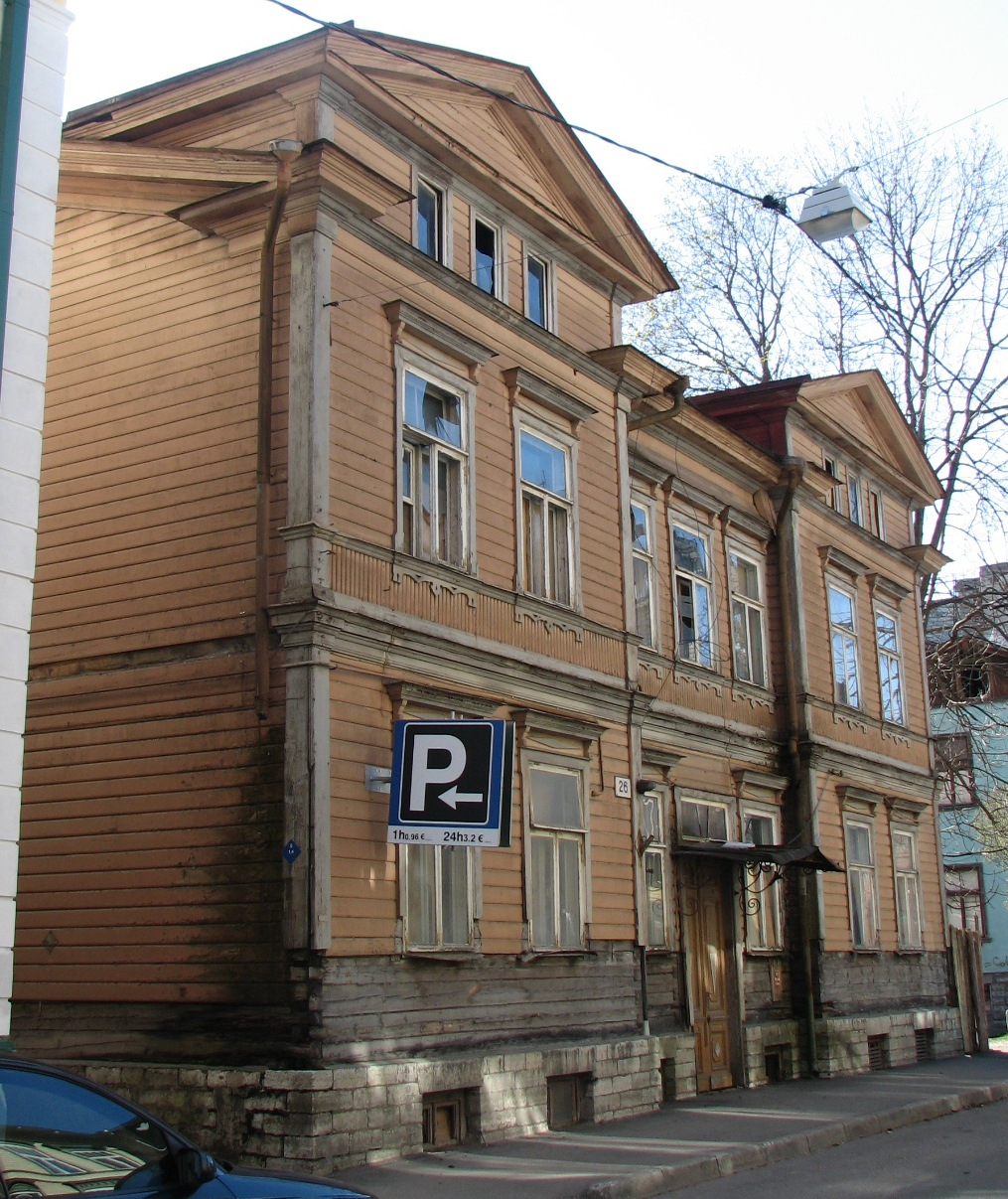
Дом 26 в 2011 году
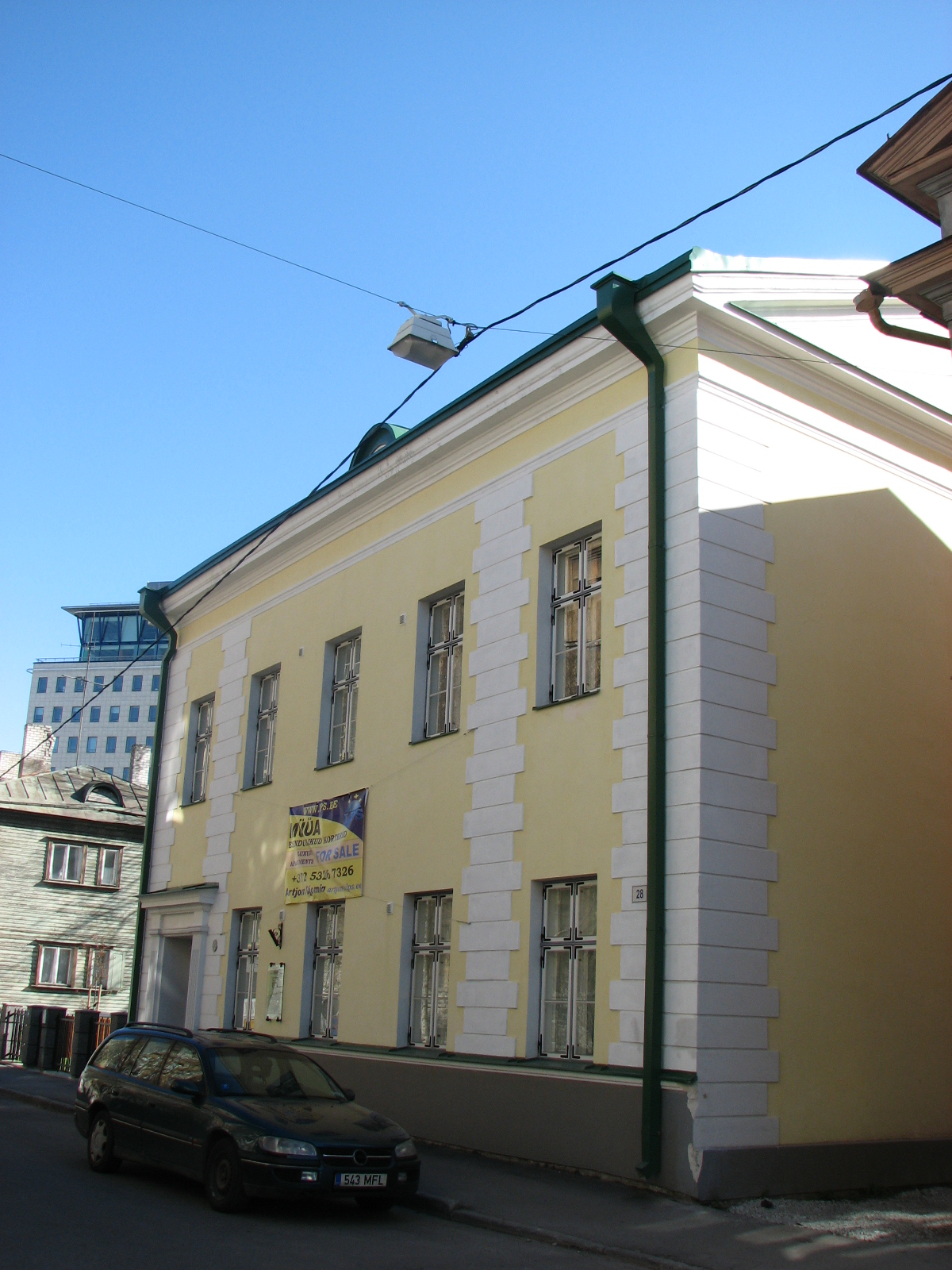
Дом 28 в 2011 году
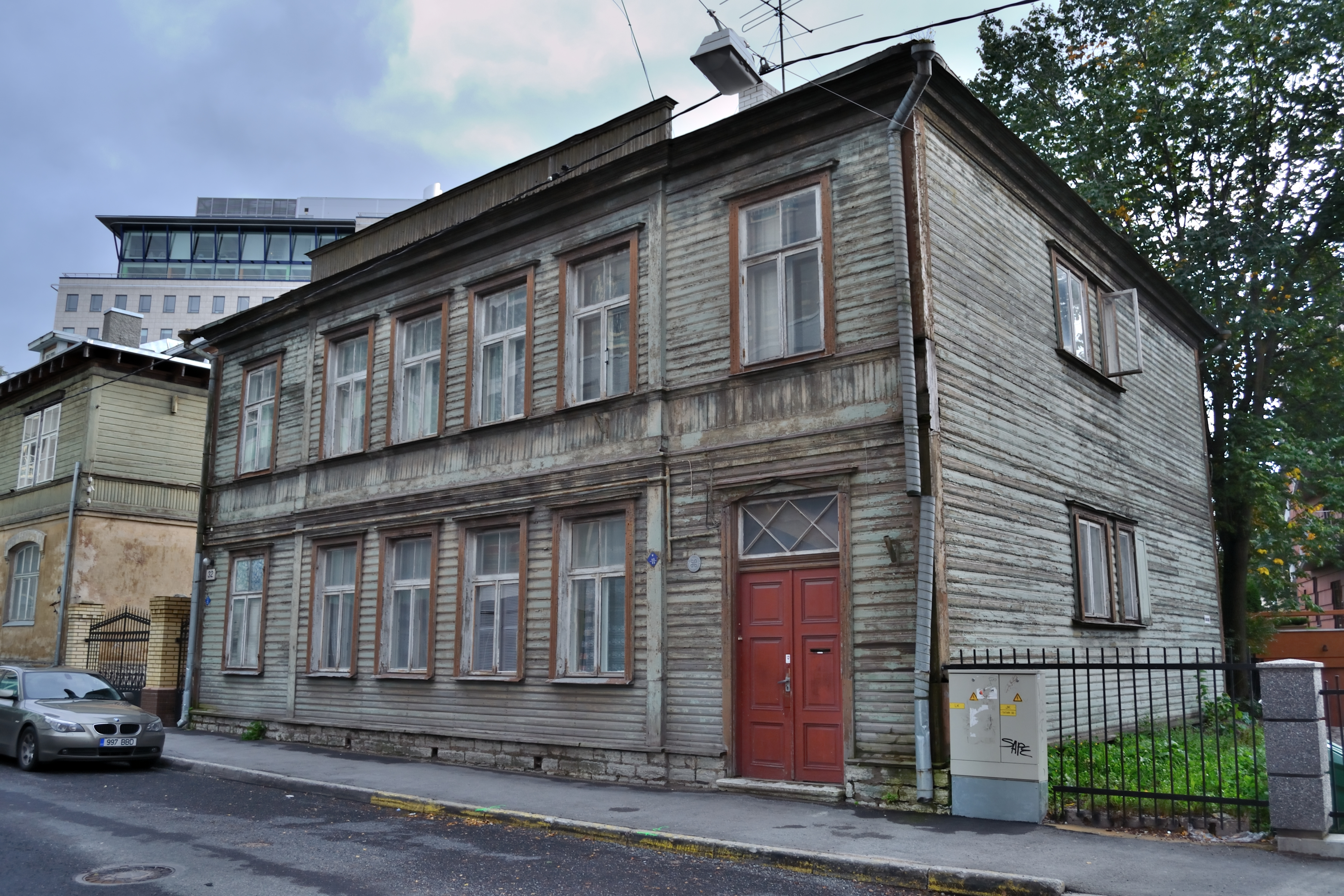
Дом 32 в 2011 году
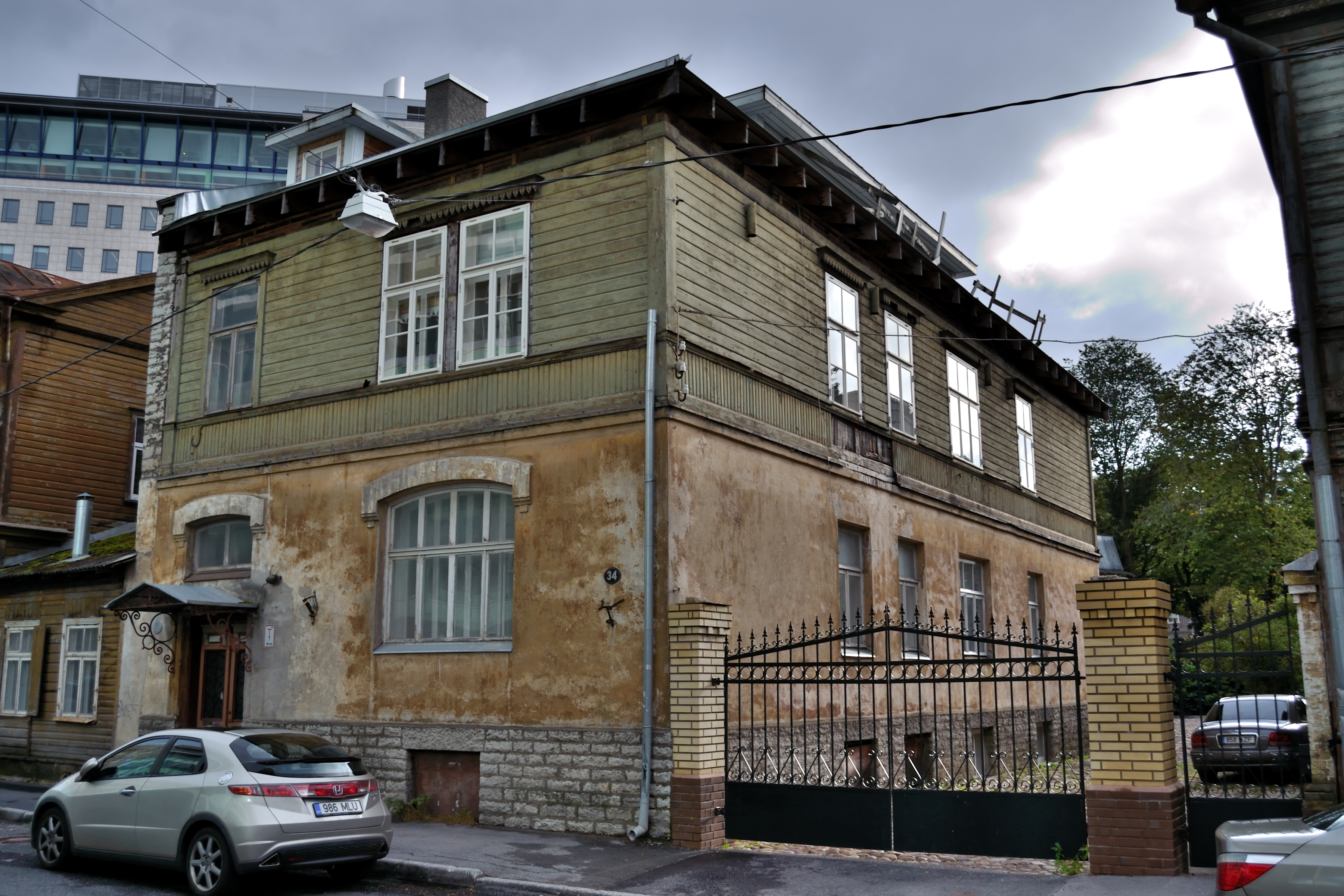
Дом 34 в 2011 году